# Optimates
Os optimates são rótulos aplicados a políticos, grupos políticos, tradições, estratégias ou ideologias no final da República Romana. Há uma "discussão acadêmica acalorada" sobre se os romanos teriam reconhecido um conteúdo ideológico ou uma divisão política no rótulo.
Entre outras coisas, os otimistas têm sido vistos como apoiadores da continuidade da autoridade do Senado, políticos que atuavam majoritariamente no Senado ou opositores do popular. Os populares também têm sido vistos como se concentrando em operar perante as assembleias populares, geralmente em oposição ao Senado, usando "a população, em vez do Senado, como um meio [para obter vantagem]".
Referências a optimates (também chamados de boni, "homens bons") e populares são encontradas entre os escritos de autores romanos do século 1 a.C. A distinção entre os termos é mais claramente estabelecida no Pro Sestio de Cícero, um discurso proferido e publicado em 56 a.C. onde ele enquadrou os dois rótulos um contra o outro.
Com a publicação da Römische Geschichte na década de 1850, o historiador alemão Theodor Mommsen estabeleceu a interpretação duradoura e popular que otimiza e os populares representavam os partidos políticos, que ele implicitamente comparou aos partidos liberais e conservadores alemães de sua época. O paradigma de Mommsen, no entanto, foi criticado por gerações de historiadores, primeiro por Friedrich Münzer, seguido por Ronald Syme, que considerava que a política romana era marcada por ambições familiares e individuais, não por partidos. Outros historiadores apontaram para a impossibilidade de aplicar tais rótulos a muitos indivíduos, que poderiam fingir ser populares, ou optimas, como bem entendessem; as carreiras de Druso ou Pompeu são, por exemplo, impossíveis de encaixar em um "partido". O uso antigo também estava longe de ser claro: até mesmo Cícero, ao ligar o grego aristokratia (ἀριστοκρατία), também usou a palavra popular para descrever a política "completamente compatível com… comportamento aristocrático honroso".
Como resultado, os historiadores modernos não reconhecem nenhum "partido político coerente" sob os melhores ou os melhores nem esses rótulos se prestam facilmente à comparação com uma divisão esquerda-direita moderna. As interpretações democráticas da política romana, no entanto, têm pressionado por uma reavaliação que atribui uma tendência ideológica – por exemplo, populares que acreditam na soberania popular – aos rótulos.

## Algunsoptimates
(Por ordem alfabética)
- Os Cecílios Metelos
- Pompeu e seus filhos Cneu e Sexto Pompeu
- Lúcio Cornélio Sula
- Marco Júnio Bruto e os restantes assassinos de César
- Marco Pórcio Catão, o Jovem
- Marco Pórcio Catão, o Velho
- Marco Túlio Cicero
- Tito Ânio Papiano Milão

### Livros
- Brunt, P. A. (1988). The fall of the Roman Republic and related essays. Oxford: Clarendon Press. ISBN 0-19-814849-6. OCLC 16466585
- Crawford, Michael Hewson (1974). Roman Republican Coinage (em inglês). [S.l.]: Cambridge University Press. ISBN 978-0-521-07492-6
- Flower, Harriet (2010). Roman republics. [S.l.]: Princeton University Press. ISBN 978-0-691-14043-8. LCCN 2009004551
- Gruen, Erich S. (1974). The Last Generation of the Roman Republic (em inglês). [S.l.]: University of California Press. ISBN 978-0-520-02238-6
- Millar, Fergus (1998). The Crowd in Rome in the Late Republic. [S.l.]: University of Michigan Press. ISBN 978-0-472-08878-2 Reprinted 2002.
- Morstein-Marx, Robert (2004). Mass oratory and political power in the late Roman republic. [S.l.]: Cambridge University Press. ISBN 978-0-521-82327-2
- Mouritsen, Henrik (2017). Politics in the Roman Republic. [S.l.]: Cambridge University Press. ISBN 978-1-107-03188-3. OCLC 1120499560
- Robb, M. A. (2010). Beyond Populares and Optimates: Political Language in the Late Republic (em inglês). [S.l.]: Steiner. ISBN 978-3-515-09643-0
- Syme, Ronald (1939). The Roman revolution (em inglês). Oxford: The Clarendon Press. OCLC 830891947
- Wiseman, T. P. (25 de dezembro de 2008). «Roman History and the Ideological Vacuum». Remembering the Roman People: Essays on Late-Republican Politics and Literature (em inglês). [S.l.]: Oxford University Press. ISBN 978-0-19-156750-6

### Artigoa
- Mackie, Nicola (1992). «'Popularis' ideology and popular politics at Rome in the first century BC». Rheinisches Museum für Philologie. 135 (1): 49–73. ISSN 0035-449X. JSTOR 41233843
- Yakobson, Alexander (2010). «Traditional political culture and the peoples' role in the Roman republic». Historia: Zeitschrift für Alte Geschichte. 59 (3): 282–302. ISSN 0018-2311. JSTOR 25758311. doi:10.25162/historia-2010-0017
- Yakobson, Alexander (7 de março de 2016). «optimates, populares». Oxford Research Encyclopedia of Classics (em inglês). ISBN 978-0-19-938113-5. doi:10.1093/acrefore/9780199381135.013.4578. Consultado em 26 de abril de 2021